# イスラエル・ハンズ
イスラエル・ハンズ (Israel Hands)は、英国の海賊。黒髭ことエドワード・ティーチの部下として有名であり、ロバート・ルイス・スティーブンソンの『宝島』にハンズをモチーフにした人物が登場する。バシリカ・ハンズとも呼ばれる。
名はイズラエル、イズリアル、イズレール、イズレーアルとも表記される。

## 人物
1718年、黒髭と僚船リヴェンジ号の船長であるリチャーズはホンジュラス湾のターニフ島にて、デヴィッド・ハリオット船長のスループ船アドベンチャー号を拿捕した。黒髭はこの船を海賊船に仕立て上げ、部下であるハンズに指揮を任せた。ハンズとリチャーズは僚船である自分たちの船を私掠船と呼んでいたという。6月までに、黒髭とハンズはノースカロライナのトプスル入江でわざと座礁し、救援に来たリヴェンジ号をも座礁させ、自分たちは補給船にしていたスループ船に乗り込んでこれを置き去りにしてしまった。さらに他の17人の仲間も食糧のない無人島に置き去りにした。黒髭は当時海賊を解散しようと考えており、そのさいに分け前を増やすための企みであった。その後、黒髭から冷遇されていたスティード・ボネットは置き去りにされた後でリヴェンジ号の船長に返り咲き、無人島にいる17人の乗組員を救出した。
ある夜、黒髭が自室でハンズと舵手、そしてもう1人の男と酒を飲んでいたさい、突如としてテーブルの下でピストルを発砲した。銃弾はハンズの膝に当たり、これによって彼は生涯不具になってしまったという。いったい何故そんなことをしたのかと乗組員たちに聞かれた黒髭は、「時には手下の1人でも殺さないと、お前たちは俺様が誰かってことを忘れちまうだろうからな」と答えたとされる。
11月22日、黒髭はイギリス海軍のロバート・メイナード大尉によって殺された。ハンズはこの戦闘には加わっていなかったが、後に捕えられて法廷で死刑判決を受けた。ところが海賊赦免の布告の延長が伝えられたために、ハンズは赦免を願い出てこれが受理された。ハンズのその後は不明だが、キャプテン・チャールズ・ジョンソンの『海賊史』によると、ロンドンで物乞いとして生活していたという。

## カルチャーにおけるハンズ

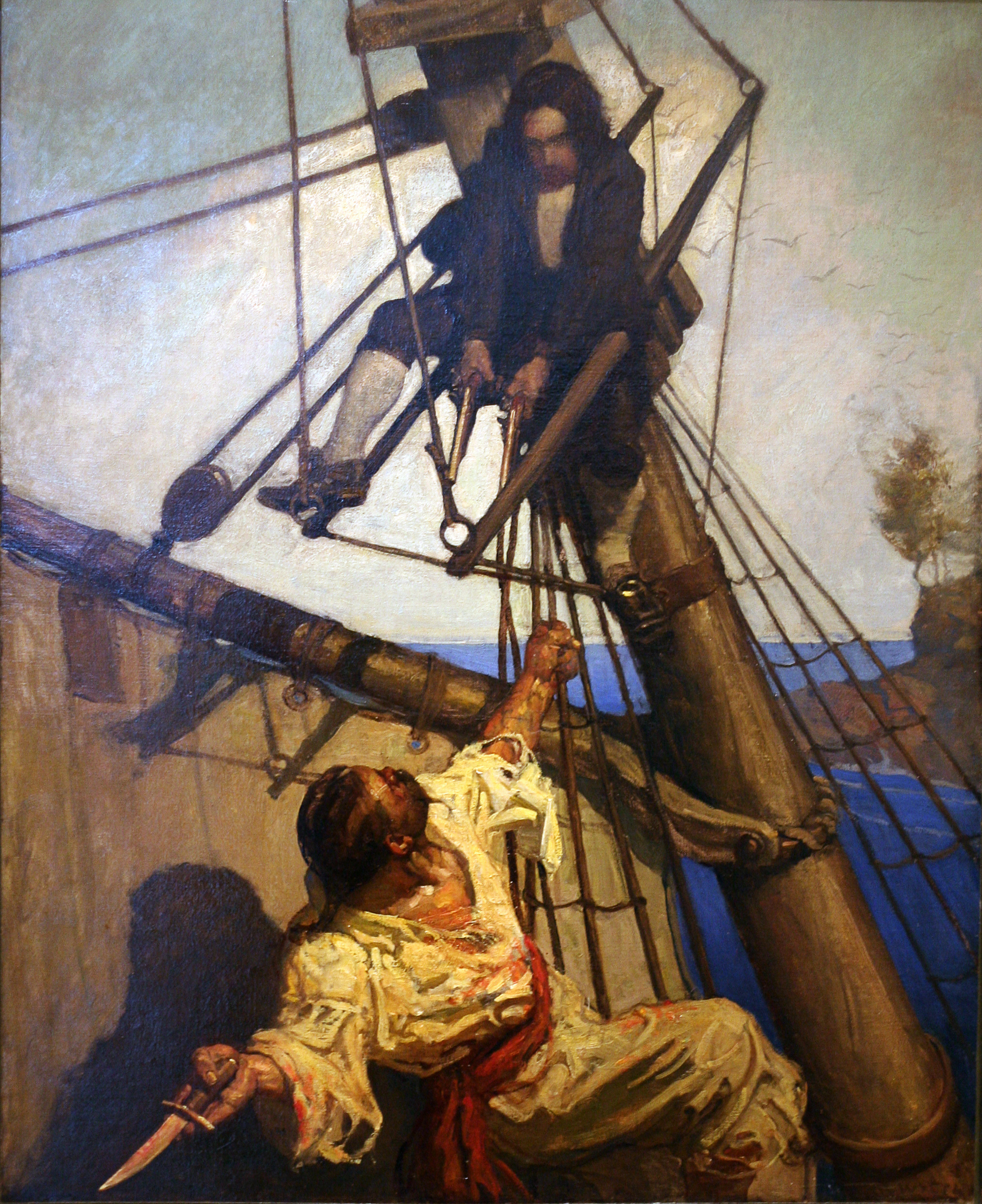
宝島のハンズの挿絵 N・C・ワイエス作 1911

- ロバート・ルイス・スティーブンソンの小説『宝島』において、ハンズはジョン・シルバーの仲間の海賊として登場する。
- 1950年の映画『宝島』でジェフリー・キーン（英語版）がハンズを演じる。
- ウォルト・ディズニー・ピクチャーズのアニメーション映画『トレジャー・プラネット』でマイク・マクシェーン（英語版）がハンズを演じる。
- BBC製作のミニシリーズ『カリブの海賊王』でマーク・ノーブルがハンズを演じる。
- TV映画『パイレーツ・オブ・アトランティス』でアンソニー・グリーン（英語版）がハンズを演じる。
- StarzのTVシリーズ『Black Sails/ブラック・セイルズ』でデヴィッド・ウィルモット（英語版）がハンズを演じる。
- ビデオゲーム『アサシン クリード IV ブラック フラッグ』で、ハンズは黒髭の部下としてわずかながら登場する。